# Via dei Portici (Merano)
Via dei Portici (in tedesco Laubengasse) è una via storica medievale di Merano che risale al XIII secolo.

## Storia

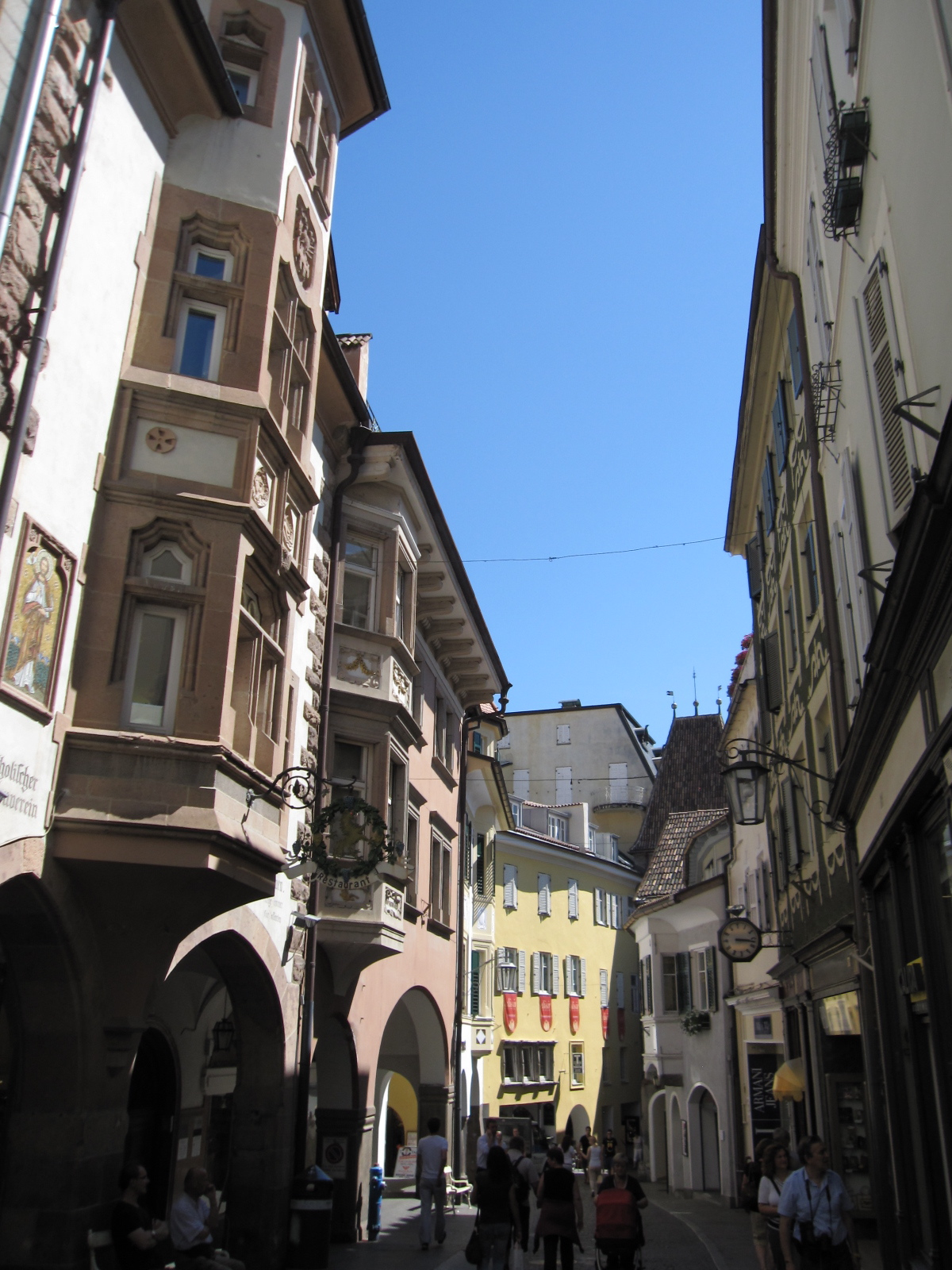
Un tratto della via con le caratteristiche facciate dei palazzi

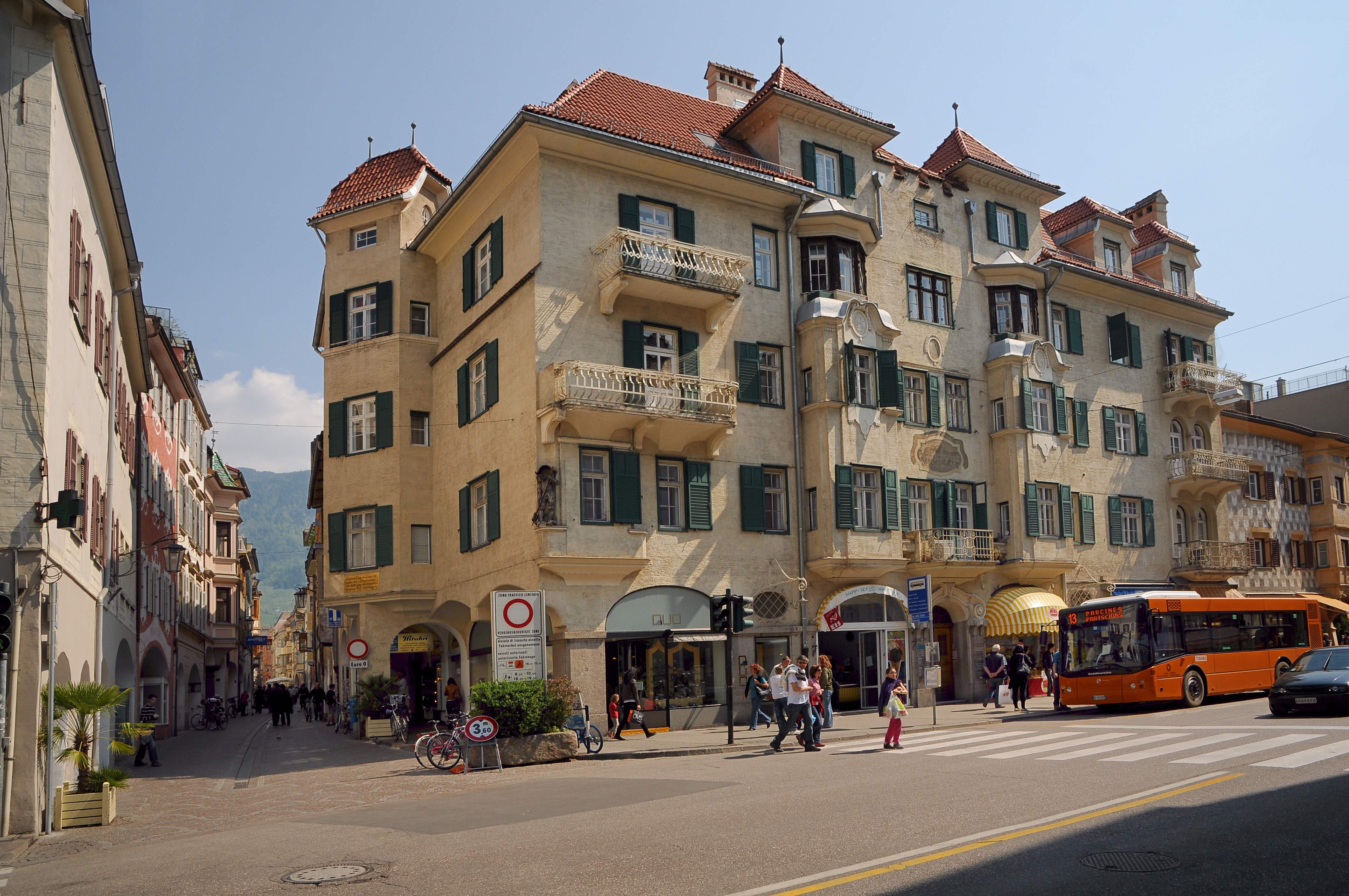
Inizio a ovest di via dei Portici dall'incrocio con via delle Corse

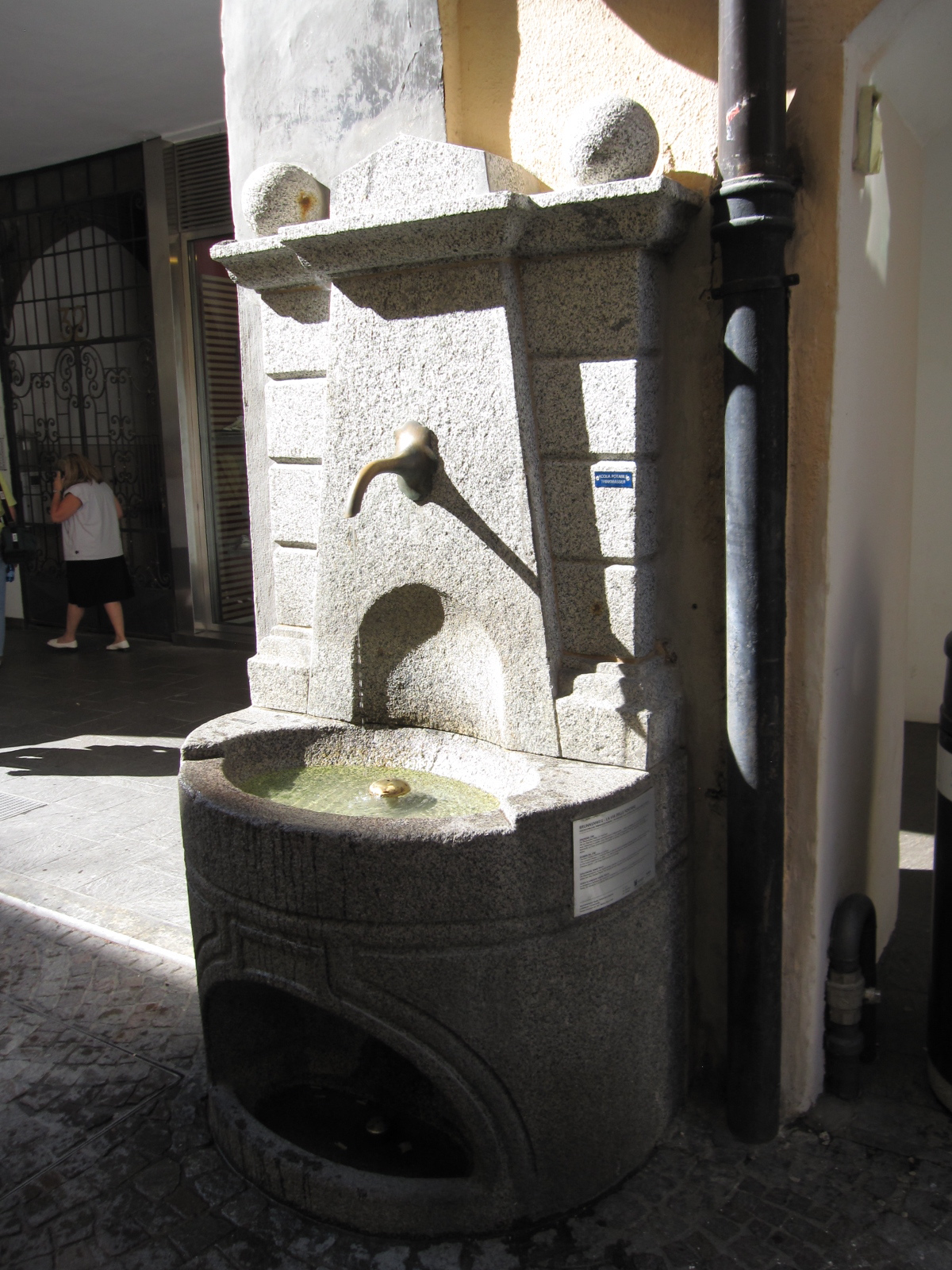
Una fontanella sulla via

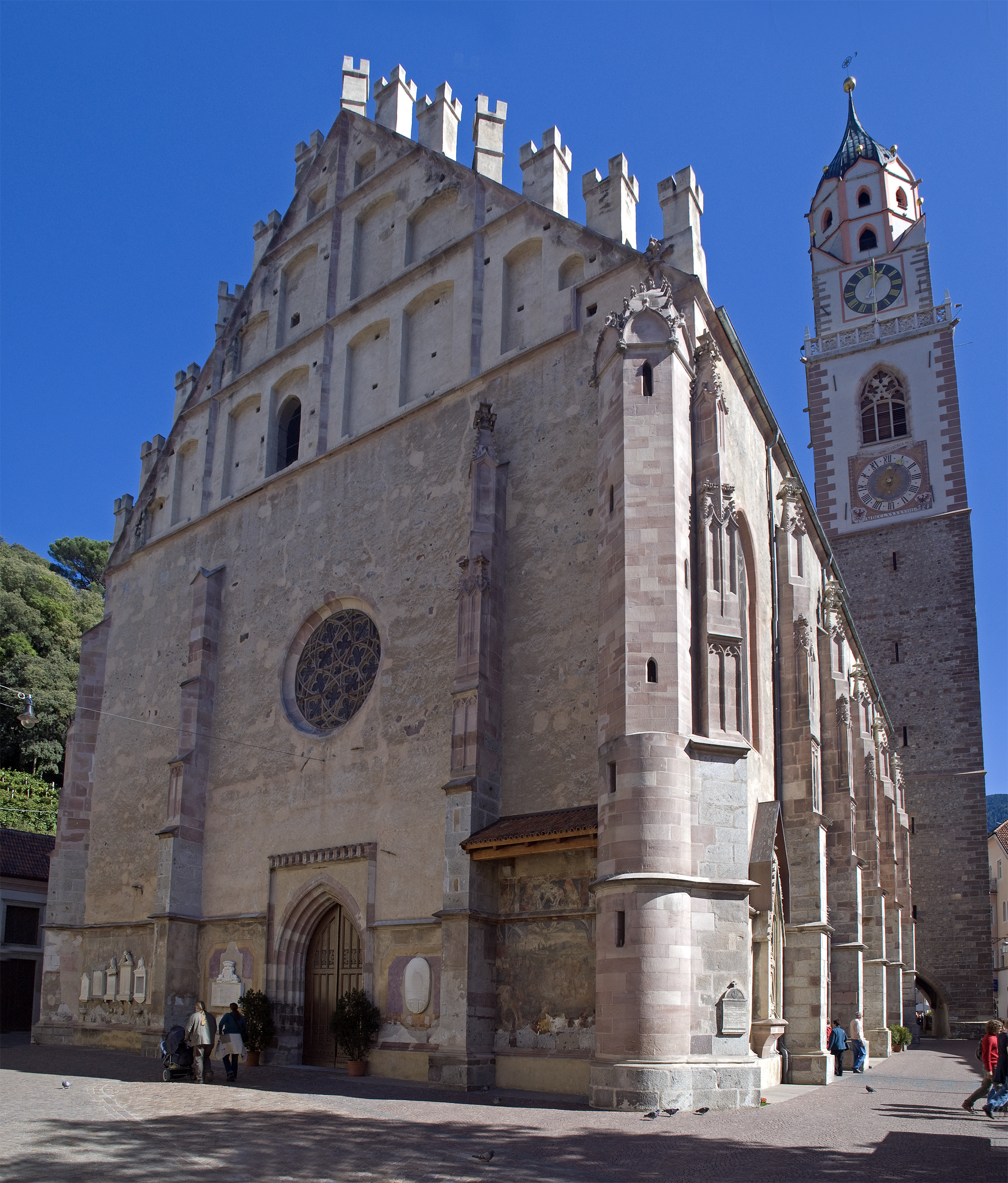
Duomo di merano che si trova nell'omonima piazza ad est di via dei Portici

Via dei Portici nacque quasi con la città stessa, quando Merano, dopo i primi anni, divenne capoluogo della contea del Tirolo, ai tempi del conte del Tirolo Mainardo II di Tirolo-Gorizia.
La prima citazione su un documento della via e dei suoi portici risale al 1322. Fino al 1913 la via non aveva intersezioni ad interromperla.

## Descrizione
Via dei Portici, con i suoi 400 metri di lunghezza, è la più lunga del Tirolo con questa caratteristica.
Risulta suddivisa in due tratti: 
- Portici di Montagna (in tedesco Berglauben), che arrivano al Monte di Merano.
- Portici d'Acqua (in tedesco Wasserlauben), in direzione del Passirio.

La via inizia a ovest da via delle Corse e piazza del Grano ed arriva sino alla piazza Duomo a est dove si alza la chiesa di San Nicolò.
I portici sono caratterizzati da una grande varietà di esercizi commerciali con i caratteristici portali.
Le facciate risalgono a periodi diversi ed hanno quindi stili diversi.